# Югово
Ю́гово (болг. Югово) — село в Пловдивській області Болгарії. Входить до складу общини Лики.

## Населення
За даними перепису населення 2011 року у селі проживали 54 особи, усі — болгари.
Розподіл населення за віком у 2011 році:
Динаміка населення: